# Bodoland
Bodoland é um estado proposto da Índia que consiste nas áreas localizadas no extremo norte do país, na margem norte do rio Brahmaputra, no estado de Assam, região nordeste da Índia. A região é predominantemente habitada por povos indígenas bodos. A Frente Nacional Democrática de Bodoland (FNDB) por vezes luta violentamente pela independência desta região. Em maio de 2005, 32 muçulmanos foram mortos enquanto dormiam na área, provocando um êxodo de cerca de 5.000 pessoas na região.
Atualmente o mapa de Bodoland inclui os Distritos da Área Territorial de Bodoland administrado pelo Conselho Territorial de Bodoland e outras partes cobrindo mais de vinte e cinco mil quilômetros quadrados. O território surgiu em fevereiro de 2003. A região de Bodoland sobrepõe-se com os distritos de Kokrajhar, Baksa, Chirang e Udalguri na Estado de Assam. 

## Dados demográficos
| Religião em Bodoland Conselho territorial | Religião em Bodoland Conselho territorial | Religião em Bodoland Conselho territorial | Religião em Bodoland Conselho territorial | Religião em Bodoland Conselho territorial |
| ----------------------------------------- | ----------------------------------------- | ----------------------------------------- | ----------------------------------------- | ----------------------------------------- |
| Religião                                  |                                           |                                           | porcentagem                               |                                           |
| Hinduísmo                                 | Hinduísmo                                 |                                           | 71,24%                                    | 71,24%                                    |
| islamismo                                 | islamismo                                 |                                           | 19,12%                                    | 19,12%                                    |
| cristandade                               | cristandade                               |                                           | 9,14%                                     | 9,14%                                     |
| Outras                                    | Outras                                    |                                           | 0,5%                                      | 0,5%                                      |

Os Bodos formam cerca de 32% da população nos quatro distritos dos Distritos Administrativos Territoriais de Bodoland (BTAD). O restante da população compreende:
- Os muçulmanos de língua bengali, que formam 19% da população total.
- Comunidades Adivasi, incluindo Santhals, Gonds e Kurukh, que formam 17% da população total.
- Koch Rajbongshis, que formam 16% da população total.
- Outras comunidades, incluindo hindus bengalis, nepalis, castas assamesas, que formam 16% da população total.